# Ponte Coperto (Loveč)
Il Ponte Coperto (in bulgaro Покрит мост?, traslitterato  Pokrit most) è un ponte pedonale che attraversa il fiume Osăm nella città di Loveč in Bulgaria. Al suo interno si trovano 14 botteghe e negozi di artigianato. Insieme a Ponte Vecchio a Firenze e alla Krämerbrücke a Erfurt è uno dei pochissimi ponti ancora esistenti in Europa ad essere un ponte abitato, cioè ad avere dei negozi al suo interno.

## Storia

### Il ponte di Kolju Fičeto

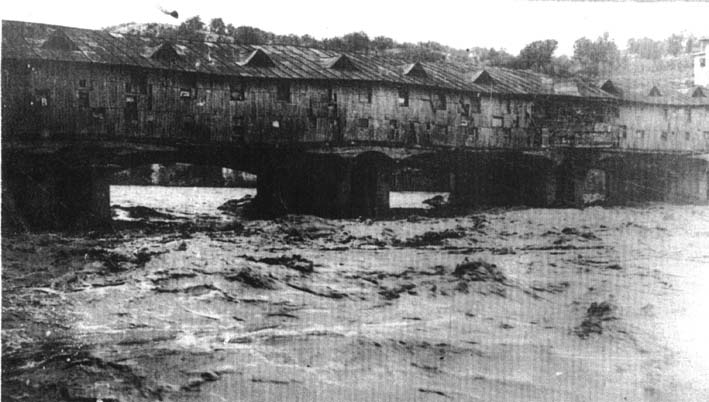
Il ponte di Fičeto prima dell'incendio del 1925

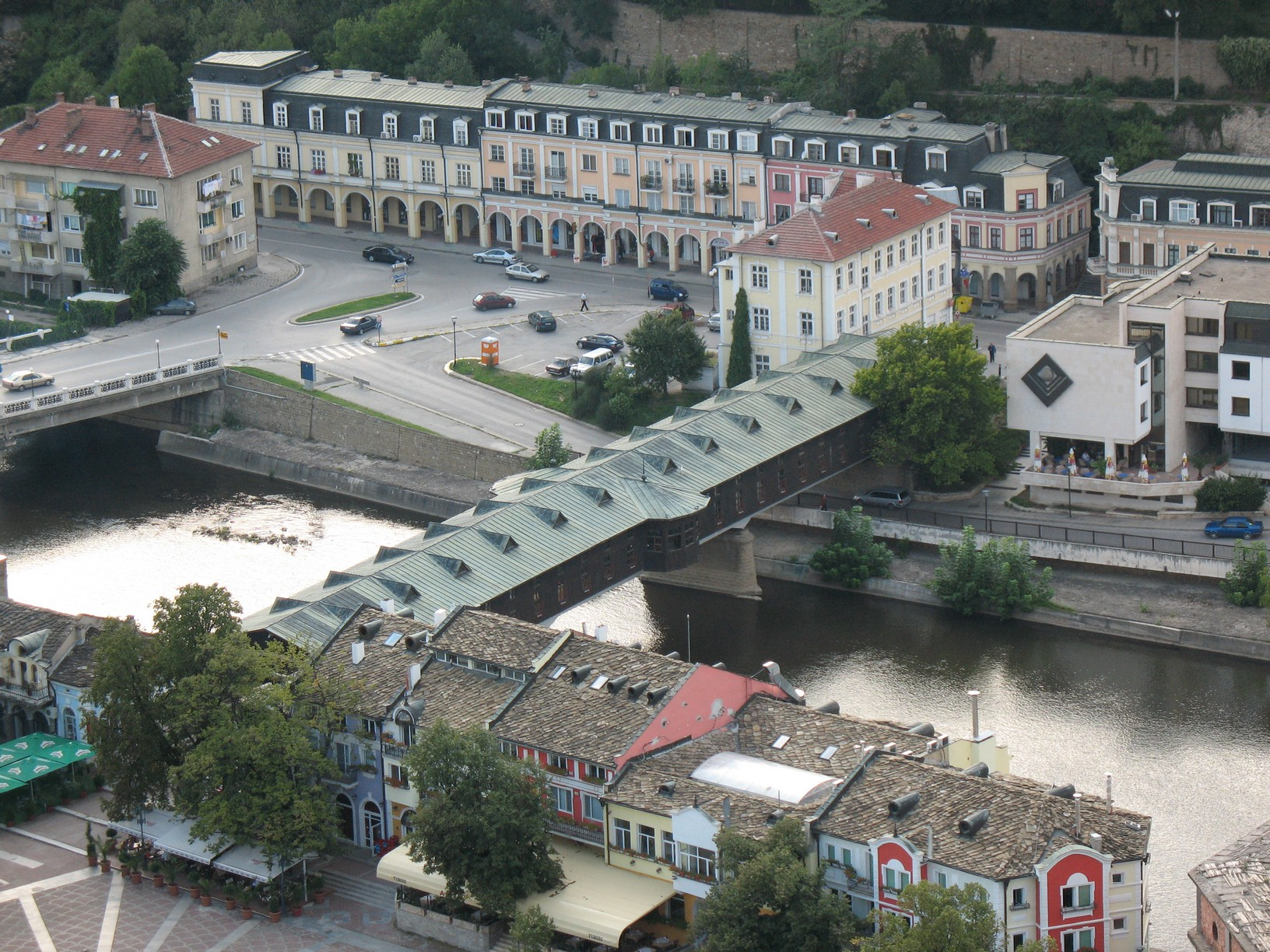
Vista aerea del ponte

Un ponte coperto sul quale si trovavano alcune botteghe doveva esistere a Loveč almeno dal 1838, quando il geologo austriaco Ami Boué visitando la città descrisse un "ponte coperto, fatto in pietra e abbellito da botteghe". Questo ponte fu però ripetutamente danneggiato dalle piene del fiume Osăm, finché nel 1872 una piena particolarmente violenta lo distrusse completamente.
Gli abitanti della città incaricarono quindi Nikola Fičev, più conosciuto come Kolju Fičeto, uno dei più famosi costruttori bulgari del periodo, di realizzare un nuovo ponte coperto. La nuova struttura fu costruita tra il 1874 e il 1876. Il ponte era composto da 6 campate da 11 metri ciascuna, raggiungendo la lunghezza complessiva di 84 metri.
Come fondazioni Fičeto realizzò dei piedritti a sezione ellittica alti 5 metri al centro dei quali si trovavano delle aperture per permettere un maggiore passaggio di acqua in caso di piena. Al di sopra dei piedritti si trovavano grandi assi di legno di quercia, mentre il resto della struttura era realizzato in legno di faggio. Il tetto era in legno ricoperto da lamiera di ferro e vi si aprivano una serie di lucernari che facevano filtrare la luce all'interno.
L'impalcato era largo 10 metri e al suo interno trovavano posto 64 piccole botteghe, di 2,5 metri di profondità, e una strada larga 5 metri che correva al centro della struttura.
Il ponte era decorato da quattro sculture raffiguranti un leone, un'aquila a due teste, un busto femminile e un bastone con una mazza. Al giorno d'oggi solo la scultura del leone è ancora presente.

### Le ricostruzioni del XX secolo

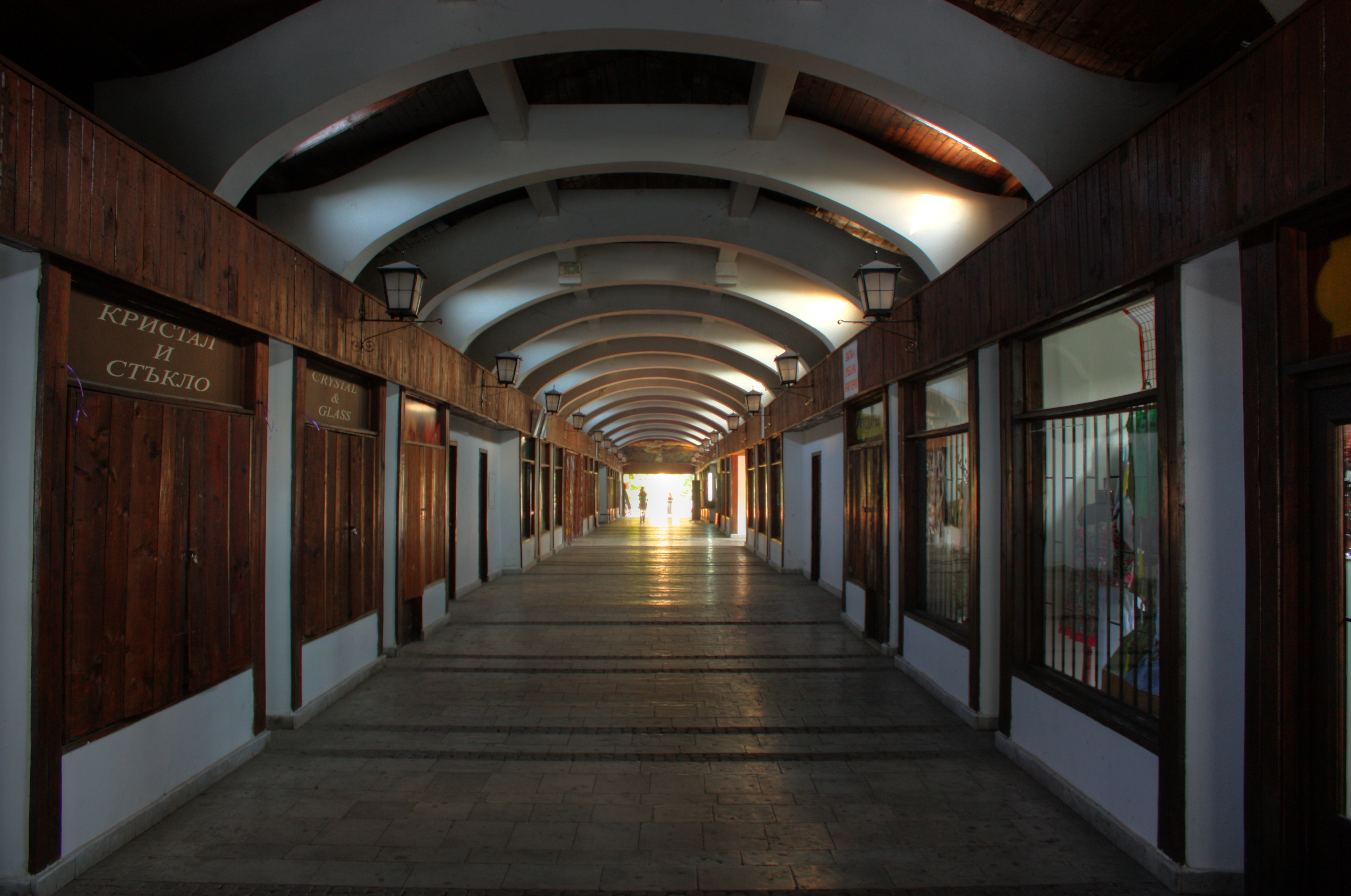
L'interno del ponte

Negli anni successivi il ponte sopravvisse alla guerra russo-turca del 1877-1878 e ad una grande alluvione nel 1897 ma nella notte tra il 2 e il 3 agosto 1925 fu completamente distrutto da un incendio.
Nel 1931 il ponte fu ricostruito con una struttura in cemento armato e acciaio, molto diversa da quella originale. La copertura era realizzata in vetro e in corrispondenza della campata centrale si trovava una loggia aperta. Sul ponte trovavano posto 40 botteghe e al centro della carreggiata correva una strada percorsa dalle auto.
Negli anni 1981-1982 il ponte subì una nuova importante ristrutturazione: pur mantenendo una struttura portante in cemento armato la parte superiore fu ricostruita in legno, riprendendo un aspetto simile al ponte realizzato nel 1874 da Kolyu Ficheto. Il ponte attuale è lungo 104 metri, ospita 14 botteghe prevalentemente di artigianato locale e souvenir ed è riservato ai pedoni.